# Jurij Sytow
Jurij Nikołajewicz Sytow (kaz. i ros. Юрий Николаевич Сытов) – kazachstański polityk, od 30 stycznia 1996 do 1999 roku deputowany do Mażylisu Parlamentu Republiki Kazachstanu I kadencji.